# Суперъяйцо

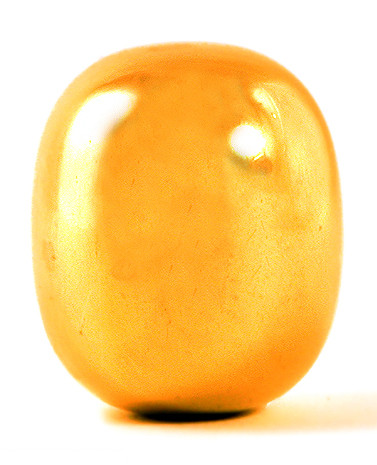
Латунное суперъяйцо работы Пита Хейна

Суперъяйцо́ — в геометрии тело вращения, полученное путём вращения суперэллипса с показателем степени больше 2 вокруг его длинной оси. Является частным случаем суперэллипсоида.
В отличие от вытянутого сфероида, суперъяйцо может вертикально стоять на плоской горизонтальной поверхности или на верхушке другого суперъяйца, благодаря тому, что кривизна поверхности на их концах равна нулю.
Эта форма популяризовалась датским поэтом и учёным Питом Хейном (1905—1996). Суперъяйца из различных материалов в 1960-х годах продавались в качестве сувениров. В 1971 году по случаю лекций Пита Хейна в Глазго у входа в Кельвин-Холл было установлено алюминиевое яйцо весом в тонну.

## Математическое описание
Суперъяйцо представляет собой суперэллипсоид с круглым поперечным сечением. Он описывается уравнением
{\displaystyle \left|{\frac {\sqrt {x^{2}+y^{2}}}{r}}\right|^{p}+\left|{\frac {z}{h}}\right|^{p}\leq 1}
где r — «экваториальный» радиус (горизонтальный радиус в самой широкой части), h — полувысота. Показатель степени p определяет степень плоскостности концов яйца и его гладкости в экваториальной части. Пит Хейн предпочитал p = 2,5 (такой показатель степени имеет спроектированная им суперэллиптическая транспортная развязка на площади Сергельсторг в Стокгольме) и r/h = 3/4.
Заменой в уравнении знака неравенства на знак равенства можно получить уравнение поверхности суперъяйца.